# Krzysztof Rześniowiecki (poeta)
Krzysztof Rześniowiecki (ur. 1965) – polski nauczyciel i pedagog, poeta i autor tekstów piosenek do polskich filmów animowanych. 

## Życiorys
Ukończył Państwowe Liceum Sztuk Plastycznych w Gdyni Orłowie oraz studia z dziedziny pedagogiki na Uniwersytecie Gdańskim. Od połowy lat 80. pracował jako nauczyciel plastyki, a później wiedzy o kulturze i historii sztuki. Obecnie jest również pedagogiem szkolnym. Prowadzi program Odysei Umysłu.
W 1991 opublikował tomik poezji "A jednak jesteś" oraz "Nim wiatr..." (wyd. Literacki Klub Nauczycieli i Kociewski Kantor Edytorski). Jest autorem tekstów piosenek do ponad dwudziestu filmów animowanych, m.in. do bajek "Bob Budowniczy", "Tabaluga", "Franklin", "Małgosia i buciki", "Przygody Animków". W 1993 jeden z jego utworów ("Neron")  pojawił się jako piosenka w Kabarecie Olgi Lipińskiej.